# Mystus armatus
Mystus armatus är en fiskart som först beskrevs av Day, 1865.  Mystus armatus ingår i släktet Mystus och familjen Bagridae. IUCN kategoriserar arten globalt som livskraftig. Inga underarter finns listade i Catalogue of Life.